# 1979 en Grèce
Chronologie de la Grèce
- 1975
- 1976
- 1977
- 1978
- 1979
- 1980
- 1981
- 1982
- 1983

Adhésion de la Grèce à la CEE.

Cette page concerne les évènements survenus en 1979 en Grèce  :

## Évènements
- 28 mai : Signature du traité d'Athènes relatif à l'adhésion de la Grèce à la Communauté économique européenne (entrée en vigueur : 1er janvier 1981).
- 7 octobre : Le vol Swissair 316, s'écrase au moment de l’atterrissage à l'aéroport international d'Hellinikon (bilan : 14 morts).
- 18 octobre : Odysséas Elýtis reçoit le prix Nobel de littérature.

## Cinéma
- 1er-7 octobre : Festival du cinéma grec

## Sport
- 28-31 mai : Rallye de l'Acropole 1979
- 3-11 novembre : Organisation des championnats du monde d'haltérophilie (en) à Thessalonique.
- 8-11 novembre : Organisation de la coupe du monde de golf (en) à Glyfáda.
- Coupe de Grèce de football (1978-1979) (en)
- Coupe de Grèce de football (1979-1980) (en)
- Championnat de Grèce de football 1978-1979
- Championnat de Grèce de football 1979-1980
- Création des clubs A.C. Doukas Basketball (en) (basket), Aetos Orfano F.C. (en), Anagennisi Ierapetra F.C. (en), Doxa Theologos Potos F.C. (en), Hersonissos F.C. (en) et P.A.O. Kalyvion F.C. (en)  (football).
- Création de la fédération hellénique de handball (en).

## Création
- 25e brigade blindée (en)
- Collège MBS de Crète (en)
- Métropole de Karpénission
- Musée d'Art contemporain Goulandris
- Musée du chemin de fer d'Athènes
- Musée du folklore de Sarakatsani (en)
- Musée macédonien d'art moderne
- Parti du socialisme démocratique (en)

## Naissance
- Chrístos Chatzisávvas, personnalité politique.
- Lámbros Choútos, footballeur.
- Iró Dióti, économiste et personnalité politique.
- Faní Halkiá, spécialiste du 400 mètres haies.
- Periklís Iakovákis, spécialiste du 400 mètres haies.
- Konstantínos Katsafádos, personnalité politique.
- Níkos Katsavákis, footballeur.
- Kóstas Katsouránis, footballeur.
- Stéfanos Kotsólis, footballeur.
- Evangelía Kranióti, artiste, réalisatrice, photographe et productrice.
- Sotírios Kyrgiákos, footballeur.
- Konstantínos Loumpoútis, footballeur.
- Aléxandros Nikolaïdis, taekwondoïste.
- Chrístos Patsatzóglou, footballeur.
- Dimítrios Ploumís, prélat.
- Athanássios Príttas, footballeur.
- Konstantínos Tsartsarís, basketteur.
- Vassílios Tsolakídis, gymnaste.

## Décès
- Sólon Michailídis, compositeur, chef d'orchestre, professeur et musicologue.
- Anastássios Orlándos, historien de l'art et archéologue.